# マリオvs.ドンキーコング2 ミニミニ大行進!
- マリオシリーズ > マリオvs.ドンキーコング > マリオvs.ドンキーコング2 ミニミニ大行進!
- ドンキーコングシリーズ > マリオvs.ドンキーコング > マリオvs.ドンキーコング2 ミニミニ大行進!

『マリオvs.ドンキーコング2 ミニミニ大行進!』（マリオ ブイエス ドンキーコング2 ミニミニだいこうしん、英題: Mario vs. Donkey Kong 2: March of the Minis）は、任天堂より日本で2007年4月12日に発売されたニンテンドーDS用のアクションパズルゲーム。アメリカは2006年9月25日、ヨーロッパは2007年3月9日に発売。

## 概要
前作『マリオvs.ドンキーコング』ではプレイヤーがマリオを操ってミニマリオを助けるか、ミニマリオを上手く誘導する内容だったが、この作品ではミニマリオの誘導がメインとなっており、ニンテンドーDSのタッチパネル機能と、プレイヤーのタッチペン操作でミニマリオを出口まで誘導する。
ステージを作成するエディット機能が搭載され、ワイヤレス通信やニンテンドーWi-Fiコネクション機能を利用し他の人にプレイしてもらうこともできる。また、DSダウンロードプレイにより、他のニンテンドーDS本体に体験版を配信することもできる（体験版はフロア1のステージ6までプレイ可能）。

## ストーリー
前作でマリオ・トイ・カンパニーが発売した人形・ミニマリオが大ヒットし、社長であるマリオはテーマパーク「スーパーミニマリオワールド」を開園。
そのオープニングセレモニーにはマリオの友達のポリーンが出席。ポリーンに一目惚れしたドンキーコングは自身の人形・ミニDKを差し出すが、ポリーンがミニマリオを選んだために怒り出し、彼女を屋上へ連れ去ってしまう。
マリオはミニマリオ達に命令し、ポリーン救出に向かう。

## システム
ステージ画面は2次元。最初はステージの各地にミニマリオが散り散りになっている。これをゴールまで誘導する。この際、ミニマリオが一度でも敵に触れたり（一部、触れても問題ない敵もいる）特定の仕掛けに当たったり、高いところ（8ブロック分以上で着地地点にジャンプ台がない）から落ちると壊れてしまう。全てのミニマリオが故障するとゲームオーバーとなる。逆に、何体故障しようとも時間内（600秒以内。最初の300秒以内にクリアすると、タイムボーナスももらえる）に1体でもゴールすればステージクリアとなる。
プレイ中は基本的には下画面で操作を行い、上画面には成績やアイテムの取得状況が表示されるようになっている。十字キーやその他のボタンはスクロール（ミニマリオに触れた場合はそのミニマリオの進行に合わせて自動でスクロールする）に使われる。

### ワールド構成
8つのフロア（ワールド）から構成されており、各フロアには9つのステージとボスステージ、ミニゲームがある。各ステージには2 - 8体のミニマリオがおり、このうち1体でも助けると次のステージが出現。9ステージ全てを突破するとそのフロアのボスステージが現れる。ボスステージでドンキーコングと直接対決して勝つと次のフロアに登れる。なおボスステージでのプレイヤーの体力は、そのフロアで助けたミニマリオの数と同数。
ステージをクリアすると、その残りタイムに応じて点数が付けられる。さらに、その点数はステージ内で以下のテクニックを作ることでボーナスポイントが入り、点数が大幅に高くなる。この点数に応じて銅から金までの3段階の評価がつき、その色のスターがもらえる。金や銀のスターを集めることで隠しステージに行くことができる。さらにDKステージを含むすべてのステージ（地下、屋上を除く）でスターを獲得すると、オプションのタイトルで、ミニマリオ以外に変更することができる（すべて銅以上ならキノピオ、銀以上ならピーチ、金ならDKにそれぞれ好きなキャラに変更できる）。
また、各ステージには1枚ずつアルファベットの書かれたカードが存在する。これを1フロアで9枚集める（「MINIMARIO」の文字列が完成する）とそのフロアのミニゲーム「ヘイホーアタック」が遊べるようになる。

### 用語
チェイン
一定の時間間隔（最後にミニマリオがゴールしてから約3秒）でミニマリオを連続でゴールさせること。1体目は1000点、2体目は2000点、3体目は4000点……というように倍に点数が加算される。
パーフェクト
ステージ上の全てのミニマリオをゴールさせること。
パーフェクトチェイン
ステージの中にいる全てのミニマリオを連続でゴールさせること。チェインの得点に加え、さらにミニマリオの数に応じた数千点のポイントが入る。
ノンストップ
ミニマリオに『止まれ』の命令を一度も出さずにステージをクリアすること（エレベーターなどの仕掛けによる停止はOK）。得点はパーフェクトチェイン以上に高い。
ゴールドミニマリオ
各フロアの3と7のステージ（フロア1なら1-3、1-7に登場）には金色に光っているゴールドミニマリオがいて、このミニマリオを最後にゴールさせると、そのミニマリオのゴールに対する得点が2倍になる。チェインを組みながらこの役を満たすと、チェインの得点も2倍になる。

## 登場キャラクター
マリオ
マリオ・トイ・カンパニーの社長で、このゲームの主役。ミニマリオをはじめとする動いて喋る4種類の人形を作り、スーパーミニマリオワールドを開園する。
ポリーン
ヒロインとして『GB版ドンキーコング』以来の登場となる、マリオの友達で後の『スーパーマリオ オデッセイ』で市長であることが判明する。スーパーミニマリオワールドのオープニングセレモニーにゲストとして出場するが、先にミニマリオを手にしたため、誤解され、ドンキーコングに連れ去られる。
ドンキーコング
前作でマリオと和解し、マリオ・トイ・カンパニーで働いている。本作はセレモニーでミニDKをプレゼントするが勘違いが原因でポリーンを誘拐し、屋上に監禁した。ポリーンに対しての態度は優しく、ソファーを用意して飲み物を与えたり、大量のプレゼントを贈ったりしている。
ミニマリオ
マリオ・トイ・カンパニーのヒット商品である人形。ゼンマイで動き音声を発する。このゲームでは彼らを出口に誘導する事が目的。
ミニピーチ / ミニキノピオ / ミニDK
3体ともミニマリオと同時発売された人形。性能はミニマリオと同じ。ストーリー中ではほとんど登場しないが、Wi-Fi配信やエディットによるステージではメインで登場することがある。

### ワルDK
ドンキーコングがミニマリオを妨害するために差し向けたドンキー型の人形。他の敵キャラと違って、触れただけではミスにならない。ワルDKを利用しないとクリアできないステージもある。バリエーションは以下の4種類。
サーカスコング
その場から動かないが、ミニマリオが接触するとジャグリングする。ミニマリオが一度捕まると投げ上げられ続けるため、自力では脱出できない。1体もゴールしているミニマリオがいない状態で、全てのミニマリオが投げ上げられ、足場もなく脱出不可能になるとゲームオーバーになる。投げ上げられている空中に足場を出現させるか、ハンマー・ファイアフラワーで攻撃する（攻撃を受けると約8秒間気絶する）とミニマリオを救出できる。2体まで投げ上げられるが、3体め以降が触れると弾き飛ばされ、そのまま停止の合図が出てしまう。捕まっている間はダメージを受けないため、安全地帯として利用することもできる。
キャプチャーコング
ミニマリオを捕まえて背中に背負った籠の中に入れてしまう。1体もゴールしているミニマリオがいない状態で、全てのミニマリオが捕まるとゲームオーバーになる。ファイアフラワーやハンマーを取って攻撃する（攻撃を受けると約8秒間気絶する）と捕まったミニマリオを全員救出できる。捕まっている間はダメージを受けないため、わざと捕まることで危険地帯を回避することもできる。
クラッシュコング
ゆっくりと左右に移動しているが、ミニマリオを見つけると猛突進し壁に押し付けてつぶそうとするワルDKで、シンバルを持っている。つぶされるとアウトとなる。突進されている間にジャンプすれば攻撃を回避でき、上に乗れる。突進で押されている間は、天井の低い通路にも入れる。攻撃してもすぐに回復してしまう。
クールコング
サングラスを掛け、大きなネクタイを垂らして左右に移動する敵。攻撃はしない。ネクタイを掴んでぶら下がることで、空中で左右に移動できる。また、ミニマリオがネクタイをつかんでいる間は前かがみの姿勢になって頭が下がるため、他のマリオが頭に乗って運んでもらうことも可能。

## ワールド
フロア1 キノコおうこく
背景に草原が広がるステージ。奥にはキノコ城が見える。ベルトコンベアやピンクブロックなどの基本的な仕掛けが多い。
フロア2 トロピカルアイランド
水の多い南国のステージ。ミニマリオは着水すると壊れてしまう。ゲッソーやカニの形をしたおもちゃ「カーニィローラー」など、海に住んでいる敵が登場。
フロア3 どかんパニック
土管だらけのステージ。画面の反対から出てくる土管や十字型に分岐した土管があり、つながりが複雑になっている。
フロア4 マグネットトンネル
壁や天井が磁石になった、機械仕掛けのステージ。ミニマリオが部屋の4方向に吸い付き操作が上下反転することもある。
フロア5 マグマケイブ
黒雲が立ち込める火山のステージ。溶岩やファイアバーなど攻撃範囲の広い仕掛けが多い。
フロア6 ピーチじょう
明るい色彩のピーチ姫のお城のステージ。電動式リフトや滑車つきリフトが数多く登場する。リフトに乗れるミニマリオの数が制限されている。
フロア7 おばけやしき
古びた屋敷のステージ。ドンキーコングのおもちゃを利用するステージが多い。
フロア8 DKジャングル
植物だらけの密林のラストステージ。広大なステージにトゲの床や多くの敵キャラクターが配置されている。
フロアR FINAL BOSS
ドンキーコングとの最終決戦。マリオ社長が助っ人として登場。樽や炎の敵をかわしながら、マリオ社長のもとへ向かう。なお、このフロアはミニマリオの数が自動的に6体になる。また屋上には､ブロンズスターを40個以上集めなければ行くことができない｡
フロアちか DKクラシック
エンディング後に登場。B1はシルバースターを40個以上、B2はゴールドスターを40個以上集めると遊べるようになる。いずれも初代『ドンキーコング』を元にしたステージで、B1は青いボルトを全て外すとクリア、B2は6回樽を動かすとクリア。B2では鉄骨から雫が落ちてきて、触れるとバリアが発生し敵の攻撃やトゲを防ぐことができる。

## 攻撃用アイテム
ハンマー
ドンキーコングシリーズ定番のアイテムだが、今作では両手に持つ形になっている。取ったミニマリオはハンマーを振り回し敵を攻撃するが、左右移動しか出来ない。上にスライドするとハンマーを上に放り投げ、ジャンプなどが出来るようになる。投げ上げたハンマーはキャッチすれば再び使用できる。なおマグネット床に触れると自動的にハンマーを上に放り投げる｡
ファイアフラワー
?ブロックを叩くと出現し、取るとファイアミニマリオに変身。自動でファイアボールを連射し前方の敵を攻撃する。
2つとも効果は約8秒間（ハンマーを投げ上げてる間はカウントされない）だが、効果切れ後は元の場所に復活する。

## 仕掛け

### フロア1
ベルトコンベア
ミニマリオが乗ると自動的に右または左に移動させられる。流れに逆らうことはできない。切り替えスイッチを押すと全てのベルトコンベアの流れる向きが変わる。ミニマリオだけでなく、コンテナなどの仕掛けや、移動型の敵キャラも運ぶことができる。
エレベーター
スイッチを押すと上下に移動する。ミニマリオを一度に2体まで乗せられる。エレベーターに乗るとミニマリオの動きは止まるが、「ストップさせた」という扱いにはならない。
ピンクブロック
タッチすることで出現させたり消したりできるブロック。一度に出現させられるブロックの数はステージごとに決まっている。消えているブロックの上に他のブロックが重なっている場合は出現させられない。
トゲの床
触れただけでミスになってしまう。
ジャンプ台
黄色と青の二種類があって、黄色は上に向かってジャンプし、青はミニマリオが向いているほうにジャンプする。

### フロア2
水場
ミニマリオがこの中に沈むとミス。ただし、ミニマリオの身長より水位が低い場所（1ブロック分の深さ）では何も起こらない。
いかだ
水面上を左右に往復するリフト。一度にミニマリオを1体まで乗せられる。また、ボムフィッシュ（後述）の攻撃を受けても沈まない。
カラーシャッター
赤・黄・青の3色のシャッターで、対応した色のスイッチを押すと閉じる（各ステージは黄が閉じた状態でスタート）。シャッターを開くことで道が通れるようになることが多いが、床がシャッターでできている場所はシャッターを閉じないと通れない。
カラースイッチ
赤・黄・青の3色のスイッチ。押すと対応した色のカラーシャッターが閉じたり、対応した色のゆーれいヘイホーがブロックになったりする。
ウィークブロック
ミニマリオが乗ると崩れる床。崩れた床はリトライしない限り元に戻らない。なお、完全に崩れるまでは乗ることができるため、2体までなら同時に通過できる。

### フロア3
回転土管
4方向に分岐している土管。分かれ道の所にある部分を回転させることで、つながりを切り替えることができる。回転パーツはL字型と直線型の2種類がある。
バルブ
スイッチをひねると水が出てくる土管。水場の水位を調整できる。水を入れるもの、水を移すもの、水を抜くものの3タイプがある。

### フロア4
磁石の床
黄緑色の床。カベや天井を歩くことができるが、ジャンプができなくなる。
マグネットブロック
黄緑色のピンクブロック。使用方法はピンクブロックと同じだが、磁石の床と同様壁や天井を歩ける。
ローラーバー
右側にあるハンドルを下に向かって回せば、ミニマリオが回転し、上にスライドさせれば高くジャンプできる。ハンドルのないものもある。
マグネットローラー
両端の軸の片方を回せば、ミニマリオが回転して上や下に行ける。
ちくわブロック
ミニマリオが乗るとゆっくりと落下する。なお、ウィークブロックと違い、落ちてしばらくすると元の場所に戻る。

### フロア5
ファイヤーバー
時計回りに回転する炎のバー。触れるとミスになる。メインゲームのみ反時計回りのものも登場する。
噴火
マグマの上を左右に行き来する岩から吹き出す火柱。これを利用して、高いところに上がることができる。なお火柱の高さは噴火の場所によって異なる｡また、エディタールームでは火柱を吹き出す岩は登場しない（左右に行き来するだけの岩。メインゲームにも登場する）。
キャッチウォール
壁にへばりついた赤い床。交互にタッチすることによって、高くジャンプできる。
ファイアブロック
赤色のブロック。タッチして取るとBGMが少し変わり、背景が赤く点滅する。このとき、茶色の木のブロックをタッチすると燃やして、道を開くことができる（燃えている木に触れるとミス）。なお、すべての木のブロックを燃やした場合、ファイアブロックをタッチして取ってもBGMが変わったり、背景が赤く点滅したりすることがなくなる。また、ピーチ、DKキットにもファイアブロックが登場するが、ブロックをタッチして取ると背景が赤く点滅する点は同じだが、BGMが変わることはない。

### フロア6
リフト
ミニマリオを上に乗せて移動できる。1体ずつしか運べない。1つのレールに複数のリフトがあったり、レールが円を描いているものもある。
バランスリフト
ミニマリオを2体まで乗せることができるリフト。人数に応じて高さが上下する。

### フロア7
ゆーれいヘイホー
幽霊のヘイホー。普段は幽霊の姿で上下か左右に動き回っているが、カラースイッチを押すと対応した色のゆーれいヘイホーがブロックになる。ブロックにする前は触れるとミスになる。黄色のゆーれいヘイホーのみ、最初はブロックの状態で登場する。
コンテナ
2×2の大きさを持つ木の箱。他の仕掛けで動かすことが可能。壊すことはできない。

### フロア8
ツタ
鉄骨から伸びているツタ。かみつきワニがかじるとなくなる。
ボムブロック
灰色のブロック。タッチして取るとBGMが少し変わり、背景が灰色っぽく点滅する。この時、灰色のブロックを壊すための爆弾が置ける。この爆弾は3秒後に爆発する（爆風を受けるとミスになるが、爆発前は上に乗ることもできる）。なおすべての灰色のブロックを壊すと､ボムブロックをタッチして取っても､BGMが変わったり､背景が灰色っぽく点滅することはなくなり､爆弾も置けなくなる｡またDKキットにもボムブロックが登場するが､ブロックをタッチして取ると背景が灰色っぽく点滅する点は同じだが､BGMが変わることはない｡

## 敵キャラクター
ファイアパックン
火の玉を吐いてくる（ハンマーを持っているときはすり抜ける）。火の玉は他の作品と異なり、壁に当たると跳ね返って口に戻る。火の玉が一定時間口に戻らないと自然消滅する。メインゲームには火の玉を吐かない普通のパックンフラワーが登場する。倒すことはできない。
カタカタヘイホー
ヘイホーのおもちゃ。左右に往復している。上に乗ることができる。
ゲッソー
ミニマリオが近づくと飛び跳ね、その後ゆっくり降下する。降下中のゲッソーに上から触れられると食べられてミスとなる。また、飛び跳ね時に触れてもミスになる。
カーニィローラー
カニのおもちゃ。高速で移動し、ミニマリオを見つけると腕を伸ばして攻撃し、触れるとミスになる。エレベーターに乗せることができる。
ドッスン
ミニマリオが近づくと表情が変わり、しばらくすると急降下してくる。倒すことはできない。
マグネットスパーキー
電気を帯びている敵。ジェネレーターから出てきた後、マグネット床を移動する。触れるとミスとなり、倒すことはできない。マグネットブロックに接しているときにブロックを取ると一時的に消すことができるが、すぐにジェネレーターから再出現する。
ホバリングヘイホー
空中をただよい足から気体を噴射する灰色のヘイホー。ガスにも触れるとミスになる。地上では普通に移動する。
バブル
マグマから飛び出し、マグマの中に戻る。触れると即ミスになり、倒すことはできない。
ミイラヘイホー
骨になったヘイホー。ヘイホーと同じように周囲を移動する。上から踏みつけるか､ハンマーで攻撃するとバラバラになるが、しばらくして元に戻る。
ろうそく
上下にすばやく動くろうそくの敵。触れると一発でミスになる。倒すことはできない。
ゆーれいヘイホー
半透明のヘイホー。赤・青・黄の3色の個体が登場し、その色に対応するスイッチを押すとブロック化して止まる。ブロック化している時は触れてもミスにはならないが、ゆーれい状態で触れるとミスになる。
バサバサ
7のDK戦に登場するコウモリ。2匹おりうち1匹は最初から左右に往復しながら移動するが、ミニマリオが真下に来ると急降下し、当たるとミニマリオが破壊される。もう1匹はドンキーコングにダメージを与えた直後に一定の間飛び、ミニマリオが真下に来ると同じように急降下してくる。しばらくすると元の場所に戻る。
コンガー
高速で急降下するサル型のドッスン。ドッスンよりも平べったい。ドッスンとは違い、常に天井と床の間を往復しているが、横から当たってもミスにならない。
かみつきワニ
ワニの敵。ツタがあると、かじって上のフロアまで上っていく。触れるとミスになる。
ムーチョ
ヘイホーに類似した敵。弾を5発連射して攻撃する。横から触れたり弾が命中するとミスになる。
バード
8のDK戦に登場する鳥。当たるとミニマリオが破壊される。一定時間動かないと降下して触れようとしたり、DKがダメージを受けるとフンを大量に落としてくる。フンをかけられてもミニマリオは破壊される。
火の玉
屋上、地下に登場する。最初からいるものもあれば、オイル缶から出てくるのもいる(屋上ではDKの投げたタルがオイル缶に触れると登場し、地下1階では一定間隔でオイル缶から飛び出してくる)。基本的には左右に動いているだけだが、近くに梯子があると、自動的に登ったり降りたりすることもある。ハンマーで倒すことができる。なおメインゲームでは屋上と地下にしか登場しないが、エディタールームではマグマケイブ、ピーチ、DKキットにも登場する。
ボムフィッシュ
エディタールームのDKキットにのみ登場。ボム兵に似ている魚。ミニDKが近づくと爆発し、爆風に触れるとミスになる。

## 裏技集
今作は特にエディタールームでの作成中にいろいろな裏技ができる。しかし一歩間違えるとフリーズすることがあるので注意が必要。
1：カラーブリッジの上にゴールを置く
まず、ゴールの真上にブロックやコインを1個設置する。次に、どこかに赤か青のカラーブリッジを置く（黄色はこの方法では不可能）。そして、ゴールとブロック（コイン）をいっしょにつかんでカラーブリッジの上に移動させる。するとなぜか置けてしまう。動かしたいときは、下のカラーブリッジを動かすか、ゴールをブロック（コイン）をいっしょにつかんで移動させるとよい。
2：水が消える
まず一番下に水を設置する。次に、ブロックを使い切る。そして水にタッチする。すると水が消える。この時、やりなおし動作などはしない方がよい。
3：ファイアフラワーの分離
3-1：ファイアフラワーの分離その1水とファイアフラワーを用意しておく。まず、一番下に水を設置。次にトゲの床をどこかに設置する。（ベルトコンベアや、マグネット床でも可能）。次に、それを水の一番下に持っていく。そして、水とトゲの床を一緒に上に移動させる。そして、トゲの床を消す。これで、底なしの水ができる。次に、ファイアフラワーの上にその底なし水を移動させて、1手順戻す。するとファイアフラワーのフラワーの部分だけが分離される。後は、その分離したフラワーを水から1マス以上離れたところに持っていく。最後にフラワーが分離されて、残った「？ブロック」と水を消せば完了。このフラワーはいろいろな裏技をするのに重要な役割を果たす。
3-2：ファイアフラワーの分離その2これは1とは違い、水ではなくピンクブロックを使うやり方である（水のない「おばけやしきキット」だと作りやすい）。やりかたは、まずピンクブロックを上下左右にこすりまくる。何回かやっているとピンクブロックの端と端のつながった2連ブロックができる。次に、別のピンクブロックを用意する（こちらは2連ブロックではない）。そして、そのピンクブロックの端と2連ブロックの左端をあわせて、1手順戻ると、1連ブロックができている。その重ねたところにファイアフラワーの「？ブロック」の部分を合わせる。そして、隣の1連ブロックをタッチすると「？ブロック」が消えてフラワーだけになる。 なお、フラワーを大量に作りたい場合は分離されたフラワーと「？ブロック」のついたフラワーを横にフラワーをそろえて置く。そして、分離されているフラワーでピンクブロックなど（ベルトコンベアや、木などでも可能）の上に、フラワーを持っていき、1手順戻すと「？ブロック」が消え、フラワーだけになっている。この動作は、マップの中央でやるのがよい。　
4：サーカスコングとキャプチャーコングを同時に設置3で作ったフラワーを用意。まず、地面から2マス上にフラワーを1個置く。次にそのフラワーから2，3マスぐらい離れたところにサーカスコングを置き、消す。次にフラワーから離れたところにキャプチャーコングを置き、フラワーを上に持っていき、1手順戻す。これでキャプチャーコングが動けばOK。動かなければ、1マスフラワーをずらすとよい。そして何手か戻す動作をしてサーカスコングが現れたら成功。プレイテストも可能だが、この状態でものを追加したりはできないので、追加したりしたいときはどちらかのコングを消す必要がある。この組み合わせ以外も一応可能だが、やりすぎるとプレイテスト時にフリーズする。
5：ゴールを置けないところに置く3で作ったフラワーを置きたい所の3マス上に持っていき、ゴールの上に持っていく。そして1手順戻せばOK。これにより、黄色のカラーブリッジやマグネットローラーの上に置くことができる。
6：8体のムーチョ3で作ったフラワーを用意。まず、ムーチョを4体好きなところに置く。次に、別の場所にフラワーを4つ置く。そしてムーチョを消す。再度設置し、フラワーを持ってきて1手順戻す。そして何手順か戻し、消した4体のムーチョが現れれば成功。